# Heorhij Narbut

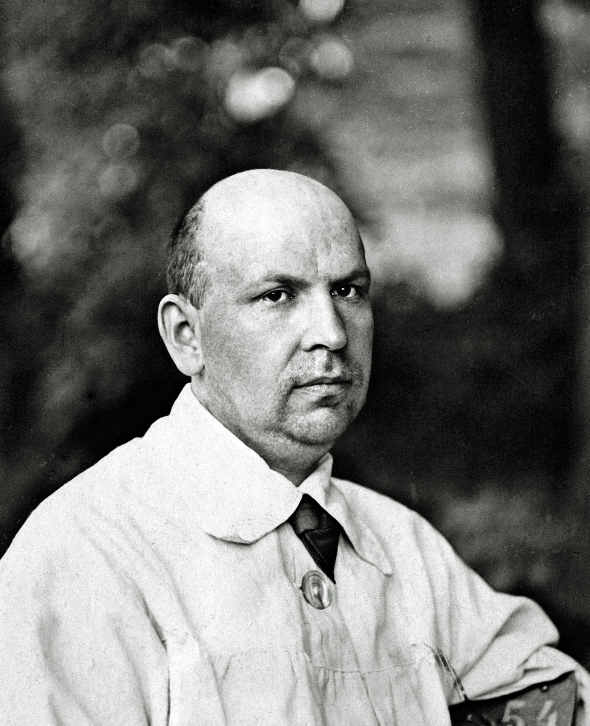
Heorhij Narbut etwa 1920

Heorhij Iwanowytsch Narbut (* 25. Februarjul. / 9. März 1886greg. in Narbutiwka, Gouvernement Tschernigow, Russisches Kaiserreich; † 23. Mai 1920 in Kiew, Ukrainische SSR) war ein ukrainischer Maler, Buchillustrator und Grafiker.

## Leben
Heorhij Narbut kam 1886 auf einem Bauernhof, im heute nach ihm benannten Dorf Narbutiwka in der ukrainischen Oblast Sumy, als eines von sieben Kindern einer verarmten Adelsfamilie zur Welt. Seine Mutter war eine Priestertochter und sein Vater, unter dessen Vorfahren sich Saporoger Kosaken befanden, war Absolvent der Fakultät für Physik und Mathematik der Universität Kiew. Sein jüngerer Bruder Wolodymyr Narbut (1888–1938) wurde ein bekannter Dichter.
Nachdem er 1906 das Gymnasium in Hluchiw abgeschlossen hatte zog Narbut nach Sankt Petersburg, um dort an der Universität Orientalistik zu studieren. Er wechselte jedoch umgehend an die historisch-philologische Fakultät und verließ die Universität bereits wieder im November 1907.
In Sankt Petersburg lernte er die Maler Iwan Bilibin und Mstislaw Dobuschinski kennen, welche sich seiner annahmen und in die Petersburger Kunstwelt einführten. Er wurde Schüler Bilbins und wohnte zwischen 1906 und 1912 in dessen Wohnung. Zwischen 1907 und 1908 war er zudem Schüler von Léon Bakst und Mstislaw Dobuschinski an der Schule von Jelisaweta Swanzewa.
1907 stellte Narbut erstmals Illustrationen für Kinderbücher aus, was ihm umgehend Erfolg und Bekanntheit brachte. Seine anfänglichen Werke trugen noch die Spuren des Einflusses von Iwan Bilibin.
Im Herbst 1909 reiste er für etwa ein halbes Jahr nach München, um dort unter anderem die Techniken von Albrecht Dürer zu studieren. Dort besuchte er auch für kurze Zeit das Atelier von Simon Hollósy. Nach seiner Rückkehr nach Sankt Petersburg wurde er Mitglied der Vereinigung Mir Iskusstwa (Die Welt der Kunst) und gewann durch das illustrieren von Buchumschlägen und Buchillustrationen, wie für das Fabelbuch von Iwan Andrejewitsch Krylow von 1912 und Märchen von Hans Christian Andersen, aber auch durch seine neoklassischen und symbolistischen Aquarelle an Bedeutung. Nachdem Narbut mit der Illustration von Kinderbüchern bekannt wurde, gestaltete er auch erfolgreich Bücher für Erwachsene.

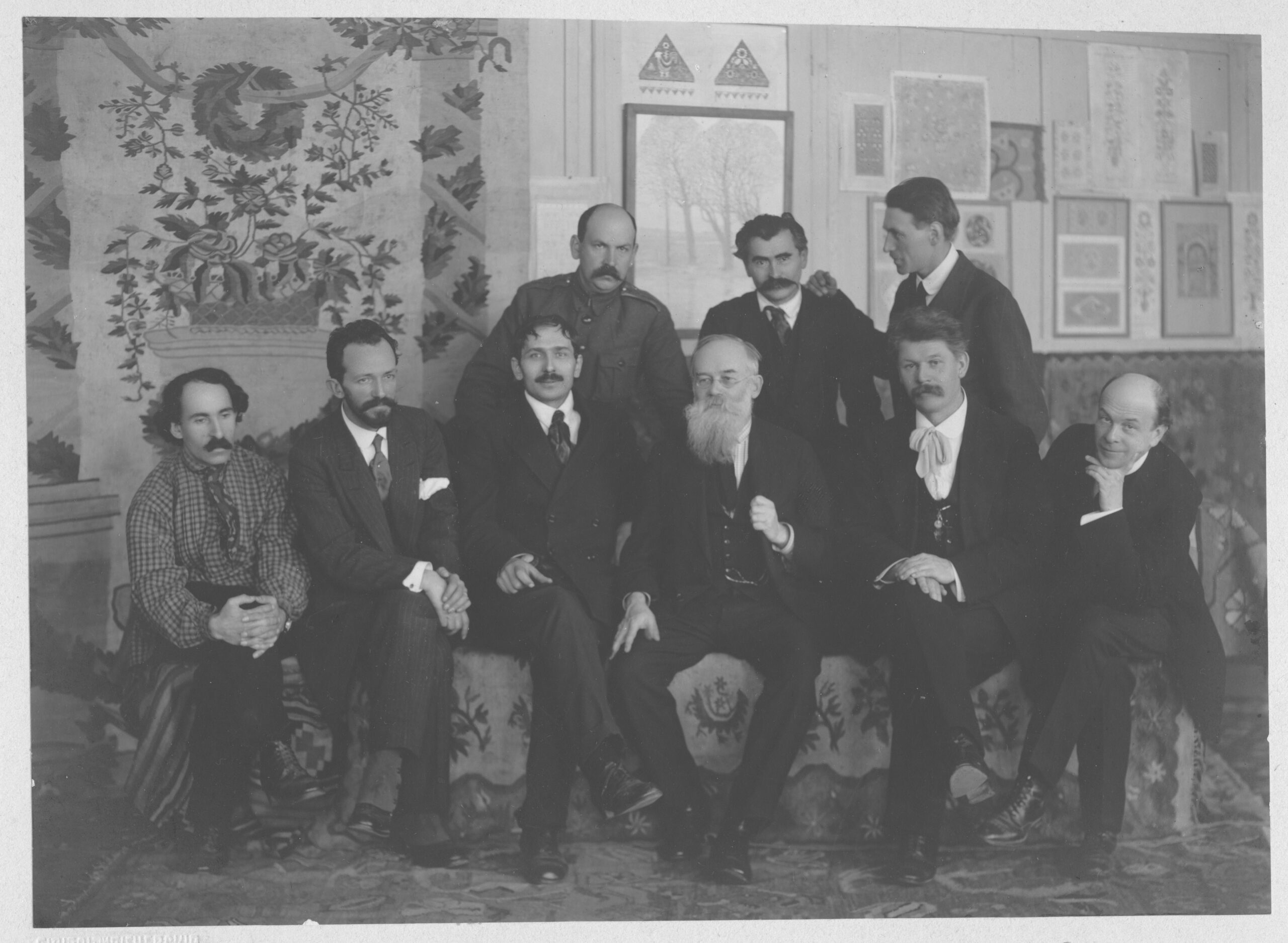
Gründer der Ukrainischen Staatlichen Akademie der Künste, 1917: Sitzend: Abram Manewitsch, Oleksandr Muraschko, Fedir Krytschewskyj, Mychajlo Hruschewskyj, Iwan Steschenko, Mykola Buratschek. Stehend: Heorhij Narbut, Wassyl Krytschewskyj, Mychajlo Bojtschuk.

Nach der Februarrevolution 1917 siedelte Narbut nach Kiew über und beteiligte sich an der Gründung der ukrainischen staatlichen Akademie der Künste, an der er nach deren Eröffnung im September 1917 Professor und im Februar 1918, in Nachfolge von Fedir Krytschewskyj, deren Rektor wurde. An der Akademie legte er den Grundstein für moderne Kunsterziehung und förderte junge Grafiker wie Robert Lisovsky. Während des Ersten Weltkrieges war er Mitglied der Kriegsbeutekommission. Außerdem war er Mitglied des Kollegiums und Vorsitzender der Kunst- und Industrieabteilung des Allukrainischen Komitees der bildenden Künste sowie Leiter einer Kommission zur Schaffung eines Museums auf Grundlage einer Kunstsammlung. Zudem war er Mitglied einer Kommission zur Schaffung eines neuen ukrainischen Wappens.  Narbut schuf eine Markenzeichen der modernen Ukraine, die die altslawischen Schriften der Kiewer Rus mit den symbolischen Farben und Merkmalen des ukrainischen Kosakenbarocks kombiniert.
Nach der Oktoberrevolution arbeitete Narbut für viele ukrainische Zeitschriften und begann eine neue Version des ukrainischen Alphabetes zu entwerfen. Er starb am 23. Mai 1920 in Kiew an Typhus und wurde auf dem dortigen Baikowe-Friedhof beerdigt.

## Ehrungen
Der 1977 von Nikolai Tschernych entdeckte Asteroid (3448) Narbut wurde nach ihm benannt.
Die Nationalbank der Ukraine gab zu seinem 120. Geburtstag im Jahr 2006 eine Zwei-Hrywnja-Gedenkmünze und die ukrainische Post 2008 eine Briefmarke zur Erinnerung des 90. Jahrestages der ersten Briefmarken der Ukraine mit Narbuts Konterfei sowie von ihm entworfenen Briefmarken heraus.

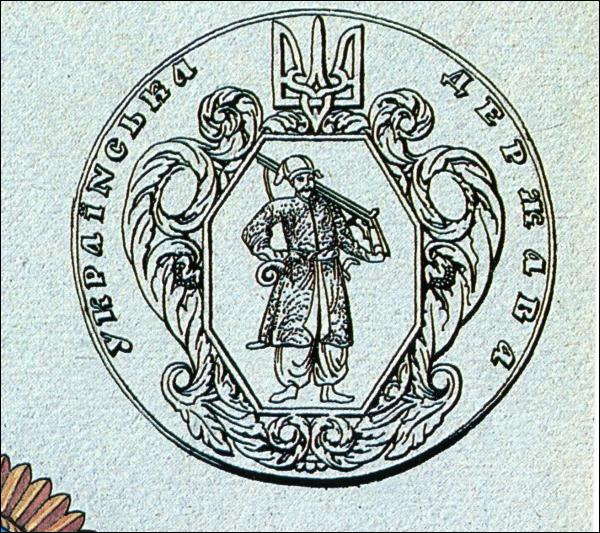
Entwurf des Wappens des ukrainischen Staates, 1918
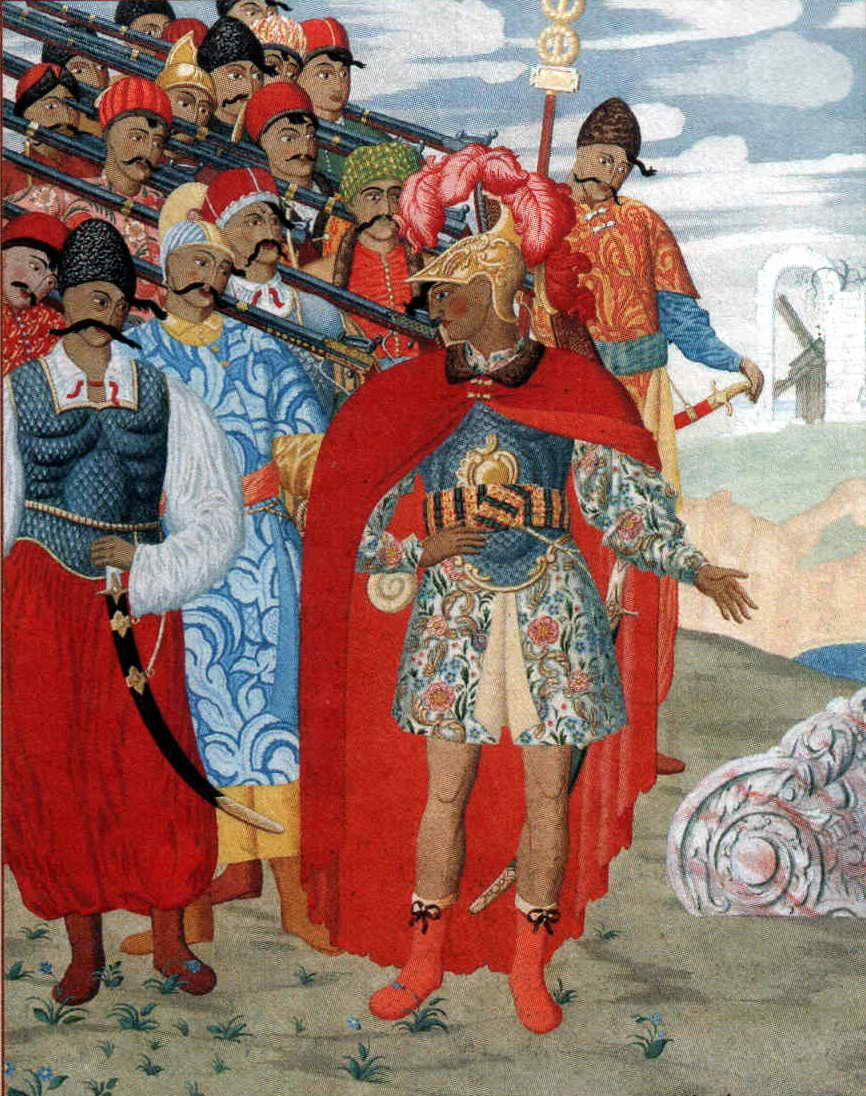
Illustration für Iwan Kotljarewskyjs „Aeneis“, 1919
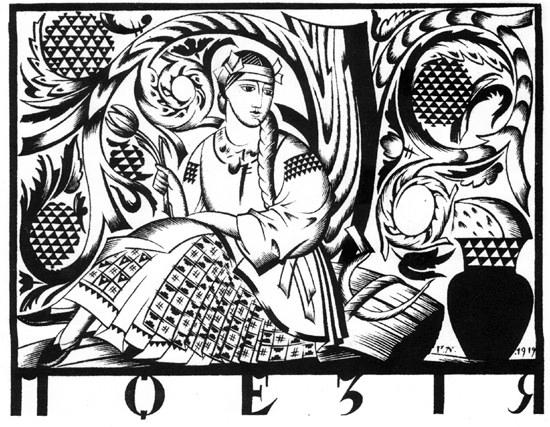
Poesie, 1919
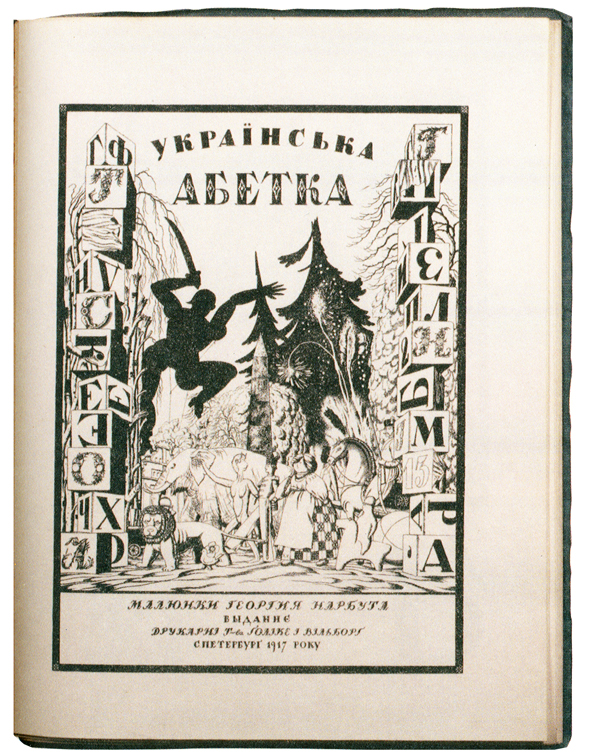
Alphabet, 1921
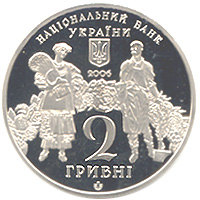
Gedenkmünze von 2006 Vorderseite
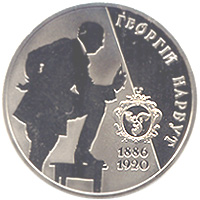
Gedenkmünze von 2006 Rückseite
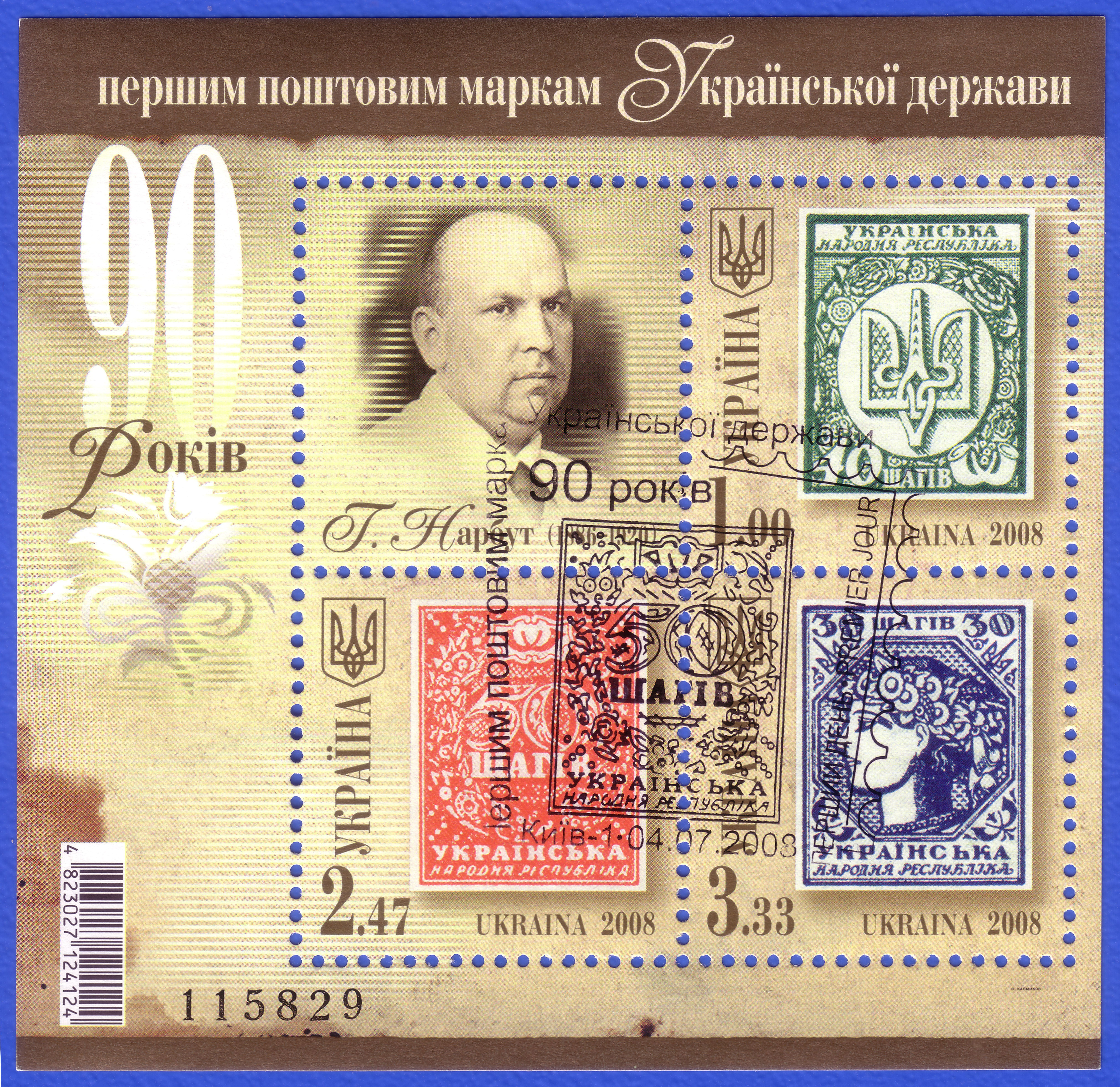
Ukrainische Briefmarke von 2008